# Martti Nisonen
Martti Johannes Nisonen, född 12 september 1891 i Björneborg, död 5 december 1946 i Hancock, Michigan, var en amerikafinländsk kompositör, musiker och sångtextförfattare. På 1910-talet inledde Nisonen en karriär som pianist och kompositör i Finland och var verksam vid flera operettgrupper och teatrar runtom i landet. Efter att på 1920-talet bosatt sig i USA blev han musiklärare vid Finlandia University i Hancock. I historieskrivningen räknas Nisonen och Emil Kauppi som Finlands enda operettkompositörer.

## Biografi

### Familj och utbildning
Nisonen var son till kompositören och organisten vid Björneborgs kyrka, Heikki Nisonen, och dennes maka Johanna, född Dahlstedt. Han gifte sig 1914 med skådespelaren Martta Helenius, med vilken han fick fyra barn. Nisonens yngre bror Paavo Antero stred för de vita i finska inbördeskriget och var en av de krigsfångar som avrättades i Suinula den 31 januari 1918.
Fadern, som hade utbildats vid Leipzigs musikkonservatorium och varit lärare till Selim Palmgren, ansvarade för sonens tidiga musikaliska skolning. Nisonen studerade kyrkomusik i Viborg 1908–1909 och bedrev studier i Berlin samt vid Helsingfors musikinstitut. Enligt Aapo Similä var han som musiker huvudsakligen självlärd. Vid sidan om engagemang som biografmusiker och organist, försörjde sig Nisonen som kompositör av kabarénummer. I början av 1920-talet publicerades hans populära kupletter i en serie kallad Suosittuja lauluja: kansanomaisia sävelmiä ja suomalaisia kupletteja. Till sin personlighet var Nisonen temperamentsfull, och avseende hans humoristiska läggning, hade han särskilt sinne för den Savolaxtypiska humorn med dess kvicka vitsar.
Redan i tonåren blev Nisonens kompositioner bekanta och uppskattade i Helsingfors, och då han på sommaren 1911 reste till Pyttis för att med Arbetets vänners sångkör spela sin nykomponerade pjäs Sjömannens återkomst, konserterade han som pianist på flera orter längs vägen, däribland Kotka. I slutet av året var han sysselsatt som pianist vid Tammerfors sällskapsteater.

### Operettkompositören
1912 anslöt han sig till huvudstadsteatern Helikon, som på hösten hade upptagit operettgenren i sitt program. Det första av hans verk som teatern satte upp var Johan Fredrik Lundgréns komedi Tre friare och en älskare, till vilken Nisonen gjort musiken. Andra musikstycken av Nisonen var Sua muistelen och Kahden kulta, med vilka Arvo Jorma agerade solist. På Helikon fick han tillfälle att framföra sina operetter och pjäser tillsammans med namnkunniga kuplettkonstnärer, såsom J. Alfred Tanner.

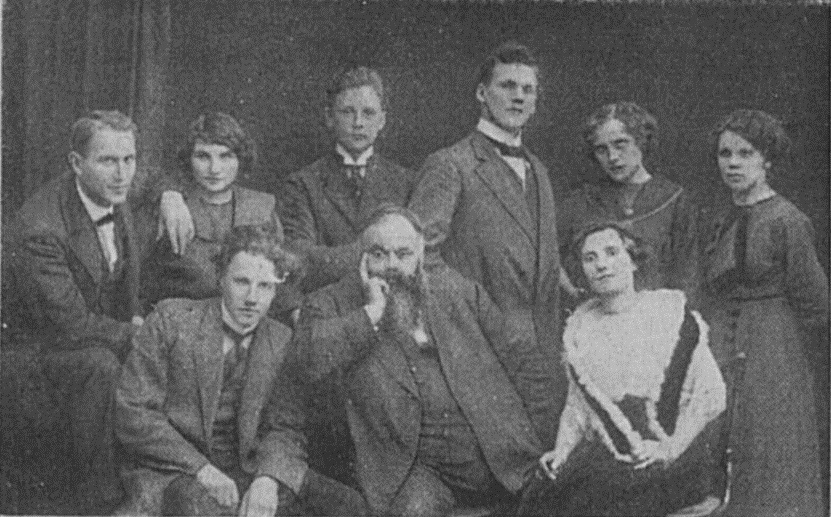
Suomalainen operetti 1913. Bakre raden från vänster: Uljas Hakkarainen, Toni Manner, Oskari Salmivuori, Aapo Similä, Elina Laurila, Helli Pirttikangas. Främre raden: Martti Nisonen, Pasi Jääskeläinen, Tekla Tummento.

Pasi Jääskeläinens turnerande operettgrupp Suomalainen Operetti ("Finska operetten") värvade Nisonen som ackompanjatör 1913, och han kvarstod i densamma sedan Aino Haverinen övertagit ledarskapet följande år. 1915 engagerades han som kapellmästare vid Apolloteaterns svensk-finska operettrupp, vars andra notabla medlemmar var Theodor Weissman, Dagmar Parmas, Rafael Ramstedt, Iivari Kainulainen, Bror Niska, Yrjö Saarnio och Ester Niska. Operetten spelade varje kväll och gjorde även turnéer. Bland de av Nisonens pjäser som sattes upp där märks Präriens barn, ett drama i västernstil, som också ingick i operettens turnérepertoar. Pjäsen, i vilken Aapo Similä innehade huvudrollen som Pohjan Jack, rönte stor framgång då Aino Haverinens ensemble turnerade med den 1914.
Mellan 1916 och 1919 var Nisonen verksam i Åbo, och var där i två år kapellmästare vid Casino-operetten. I augusti 1917 var han med att grunda Uusi Operetti ("Nya operetten"). Dess ledare var Aapo Similä och ensemblen bistods av en egen sjumannaorkester. Fortfarande i Åbo framträdde Nisonen efter krigsslutet i mitten av maj 1918 som ackompanjatör vid en festföreställning för stadens vita garde. För dess räkning komponerade och skrev han också en hedersmarsch, vilken ansågs vara en av hans mer kända melodier. Efter inbördeskriget följde anställning vid Svenska inhemska teatern i Åbo.
Hjalmar V. Pohjanheimos kabaré- och operetteater Lyra i Helsingfors blev Nisonens nästa arbetsplats, och som kapellmästare dirigerade han teaterns Elitorkester. 1921 producerade Pohjanheimos Lyyra Filmi komedifilmen Söndagsjägare, till vilken Nisonen skrev manus. Som filmmusik användes bland annat delar ur Nisonens operetter Präriens barn och Cafésångarna samt valsen À toi. Till hans sista åtaganden i Finland hörde att leda konserten vid invigningen av Jyväskylä arbetarteater i september 1922.

### USA

#### Suomi College

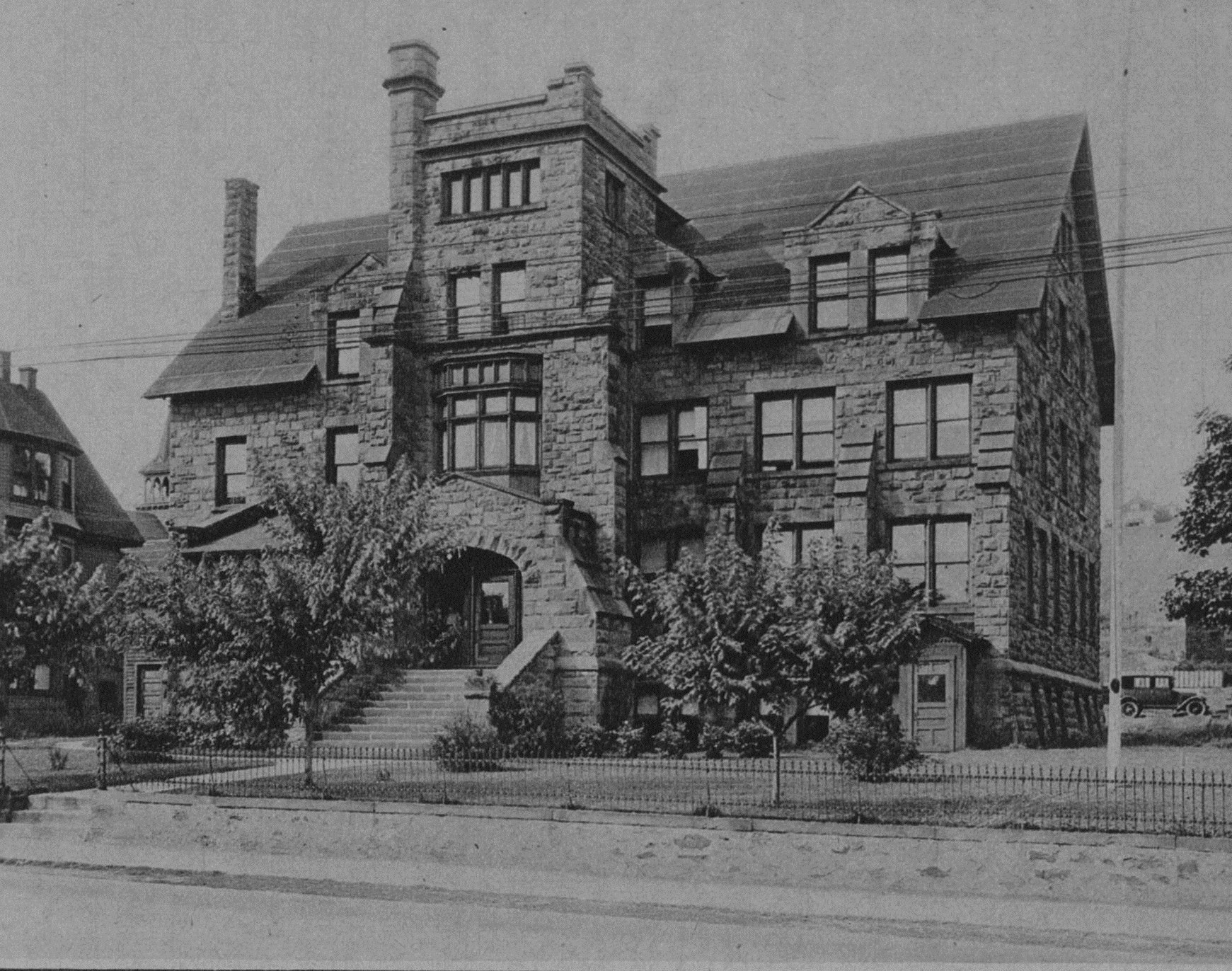
Suomi College i Hancock, Michigan, där Nisonen var musiklärare i över 20 år. Bild från 1920-talet.

På hösten 1922 emigrerade Nisonen till USA och blev musikprofessor vid Suomi College, nuvarande Finlandia University, i Hancock. Anställningen vid Suomi College varade fram till hans bortgång 1946. Eftersom skolan även inrymde ett teologiskt seminarium, undervisade Nisonen förutom i sång, piano, orkestrering, orgelmusik, musikteori och musikhistoria också i luthersk liturgi. Beträffande det senare området, ingick Nisonen 1934 tillsammans med prästerna Samuel V. Autere och John Wargelin i en kommitté, vars uppdrag var, att utarbeta en engelskspråkig gudstjänstordning enligt Finska kyrkans liturgi för Suomi Synods räkning. 1923 ledde Nisonen omorganiseringen av skolans musikundervisning, då systemet med fristående kurser ersattes av en musikfakultet. Trots ett aggressivt ledarskap, åtnjöt Nisonen stor popularitet vid Suomi College och hans hängivenhet åt skolans kör gav den gott rykte i trakten. Under hans tid som dirigent gjorde kören omfattande konsertresor över hela landet och gästade vid något tillfälle Finland.
Den produktive Nisonen, som komponerade såväl koraler, symfonier och operor som arrangemang för finska folksånger, fick ett tämligen blygsamt genomslag. Majoriteten av hans alster publicerades aldrig; av rädsla för att förlora verken i utgivningsprocessen beslöt Nisonen att inte offentliggöra symfonierna, och manuskripten till hans verk förvaras på Finlandia University. Smärre kompositioner utgavs av det finska lutherska tryckeriet i Hancock.
Nisonens patriotism för både Finland och USA yttrades förutom i hans musik också i praktisk handling under andra världskriget. När vinterkriget utbröt 1939, tränade Nisonen frivilliga soldater i Hancock och dessa reste sedan via Norge till finska fronten. Den 29 december 1939 grundades i hans bostad en Lotta Svärd-förening för vilken Nisonens hustru Martta valdes till ordförande. Föreningen med dess 24 underavdelningar samlade ihop över fem miljoner dollar på drygt ett år till stöd för Finland. Martta Nisonen kvarstod som ordförande fram till augusti 1942 och en månad senare, den 22 september, avled hon hastigt efter hård arbetsbelastning. Nisonens historiska opera Magician, som handlar om amerikansk patriotism under revolutionen och andra världskriget, inleds med autentiska ljudinspelningar från bombningen av Pearl Harbor.
I Copper Country i Michigan grundade han en symfoniorkester och brukade uppträda med Åbos filharmoniker samt med symfoniorkestrarna i Duluth och Detroit. Operasångaren Aapo Similä gjorde en omfattande turné till USA i slutet av 1938 och anlände i början av 1939 till Hancock, där han den 28 februari deltog i firandet av Kalevaladagen. En kör under Nisonens ledning framförde Finlandia med Similä som solist, och Martta Nisonen utförde recitationer. I ett enskilt nummer sjöng Similä finska folksånger till eget kanteleackompanjemang. Festligheterna avslutades med Finlands och USA:s nationalsånger. Hela Similäs folksångsrepertoar som brukades under resan översatte Nisonen till engelska. Den 23 och 24 juni 1941 hölls en festival till Jean Sibelius' ära, dock med jubilaren frånvarande, på Suomi College, varvid Nisonen ledde orkestern under framförandet av Finlandia och Sibelius' första symfoni.

### Död och eftermäle
Martti Nisonen avled av lunginflammation och gravsattes på Lakeside Cemetery i Hancock. Sibelius uttryckte efter Nisonens död sin uppskattning för kompositörens insatser för finsk musik. Bortsett från musiken gjorde Nisonen avtryck inom lingvistiken, då han myntade begreppet "Finglish" ("fingelska") som beteckning för den engelskinfuerade finska dialekt som talades av invandrarna. Begreppet uppmärksammades av H. L. Mencken, som beskrev fenomenet i 1936 års upplaga av The American Language.

## Verk i urval

### Operor
- The Impatient Youth, en akt med prolog
- Magician
- To The Heroes of Finland

### Operetter
- Kahvilaulajat (Cafésångarna), farsoperett i tre akter
- Aavikon lapsia (Präriens barn), tre akter (tillsammans med Erkki Kivijärvi)
- Kolme kosijaa ja yksi rakastaja, tre akter
- Meidän on nuoruus, tre akter
- Tyttöset, tyttöset, farsoperett
- Suutelogulassit (Kyssgulascher), farsoperett i en akt
- Naisen narrit, farsoperett i en akt

### Pjäser
- Vårfåglarna från söder, en akt
- Ungkarlar skattebeläggas
- Helsinkiläisrakkautta, tre akter
- Ålandsströmmingen, fars
- Hyvästi, pieni tyttöset
- Merimiehen palaus (Sjömannens återkomst), två akter
- Solmu, sorja meripoika, två akter

### Symfonier
- If, symfoni i E-moll
- Nyt ylös sieluni, för kör och solosång, orgel och piano
- Lincoln's Gettysburg Address, symfonisk dikt

### Sketcher
- As I Vision Vienna, musiksketch för piano

### Sånger
- Turun suojeluskunnan kunniamarssi, för sång och piano, 1918
- À toi / Till dig / Sinulle, vals för piano
- Kevätlaulu, för sång och piano

- Pois sormet
- Helsinkiläisen elämä
- Hissun kissun
- Sepän sälli
- Suomalaisen cowboyn laulu
- Humalamäen sillalla
- Kevätlaulu
- Melperin Miina
- Vanha raita
- Talon tyttö ja torpan tyttö
- Uusi gramofonineula
- Kylällä soitto soi
- Jos tahdot naisen
- Kievaripoika
- Kulkurin laulu
- Luonto se tikanpojan puuhun vetää
- No kyll’ on
- Nuijamiesten marssi
- Olen niin kuin pilvi
- Sulhasen ilo